# 제39회 백상예술대상
제39회 백상예술대상은 2003년 3월 26일에 열린 시상식이다.

## 수상 및 후보

### 영화 대상
- 집으로... - 튜브픽쳐스 수상

### 영화 작품상
- 오아시스 - 이스트 필름 수상
- 집으로...
- 취화선

### 영화 감독상
- 오아시스 - 이창동 수상
- 복수는 나의 것 - 박찬욱
- 취화선 - 임권택

### 영화 시나리오상
- 라이터를 켜라 - 박정우 수상

### 영화 신인감독상
- YMCA 야구단 - 김현석 수상
- 품행제로 - 조근식
- 정글쥬스 - 조민호

### 영화 남자최우수연기상
- 광복절 특사 - 차승원 수상
- 오아시스 - 설경구
- 블루 - 신현준
- 가문의 영광 - 유동근

### 영화 여자최우수연기상
- 결혼은 미친 짓이다 - 엄정화 수상
- 밀애 - 김윤진
- 가문의 영광 - 김정은
- 오아시스 - 문소리

### 영화 남자신인연기상
- 동갑내기 과외하기 - 권상우 수상
- 결혼은 미친 짓이다 - 감우성
- 로드 무비 - 정찬

### 영화 여자신인연기상
- 클래식 - 손예진 수상
- 로드 무비 - 서린
- 품행제로 - 임은경

### 영화 특별상
- 이태원 수상

### 영화 남자인기상
- 색즉시공 - 임창정 수상

### 영화 여자인기상
- 색즉시공 - 하지원 수상
- 가문의 영광 - 김정은 수상
- 동갑내기 과외하기 - 김하늘 수상

### TV 대상
- 올 인 - SBS 수상

### TV 작품상(드라마)
- 네 멋대로 해라 - MBC 수상
- 야인시대 - SBS
- 제국의 아침 - KBS

### TV 작품상(예능)
- !느낌표 - MBC 수상
- 개그콘서트 - KBS
- 헤이헤이헤이 - SBS

### TV 작품상(교양)
- [[다큐멘터리<야생의 초원-세렝게티>]] - MBC 수상
- 도전! 골든벨 - KBS
- 세계 명문대학의 경쟁력 - SBS

### TV 연출상
- 대망 - 김종학 수상

### TV 극본상
- 네 멋대로 해라 - 인정옥 수상
- 야인시대 - 이환경

### TV 남자최우수연기상
- 올 인 - 이병헌 수상
- 제국의 아침 - 김상중
- 야인시대 - 안재모
- 눈사람 - 조재현

### TV 여자최우수연기상
- 아내 - 김희애 수상
- 흐르는 강물처럼 - 고두심
- 네 멋대로 해라 - 이나영
- 인어아가씨 - 장서희

### TV 남자신인연기상
- 네 멋대로 해라 - 양동근 수상
- 인어아가씨 - 김성택
- 흐르는 강물처럼 - 김주혁

### TV 여자신인연기상
- 명랑소녀 성공기 - 장나라 수상
- 논스톱 - 김정화
- 러빙유 - 유진

### TV 남자예능상
- 천생연분 - 강호동 수상
- 개그콘서트 - 박준형
- 헤이헤이헤이 - 신동엽

### TV 여자예능상
- 개그콘서트 - 김지선 수상
- 헤이헤이헤이 - 김원희

### TV 신인연출상
- 러빙유 - 이건준 수상

### TV 특별상
- 도전 골든벨 - KBS 수상

### TV부문 인기상
- 안재모 수상
- 윤태영 수상
- 김원희 수상